# 许嘉璐
許嘉璐（1937年6月3日—），祖籍江蘇淮安，生于北京，中华人民共和国当代训诂学家、语言学家及政治人物，原副国级领导人。北京师范大学中文系毕业，教授。1987年加入中国民主促进会，即被增补为第七届中央常委；随后，连任第八至十一届民进中央常委。曾任第九届民进中央副主席，第十、十一届民进中央主席；第九、第十届全国人大常委会副委员长。现任世界汉语教学学会会长、北京師範大學漢語文化學院院長、北京师范大学珠海分校校监及北京师范大学-香港浸会大学联合国际学院校监。

## 生平
许嘉璐1959年於北京師範大學中文系畢業，並留校任教。历任北京师范大学中文系助教、讲师、副教授、教授，教研室主任、中文系主任，北京师范大学副校长。
1993年曾應邀前往香港樹仁學院中文系任教，其後轉往香港城市大學中文、翻譯及語言學系出任客座教授。之後返回內地，1994年至1997年任中国民主促进会中央委员会副主席、国家语言文字工作委员会主任。1996年4月19日，再次回到樹仁學院，為學院新成立的普通話測試中心主持揭幕儀式。
1997年12月，当选民进中央主席；并以此身份，1998年3月，第九届全国人大第一次会议上，他当选全国人大常委会副委员长。此后，許嘉璐分别在2002年、2003年连任了这两项职务。2003年12月2日，許嘉璐獲香港浸會大學頒授榮譽文學博士，以表揚他對遠古中國著作和文化的貢獻。
2005年，以许嘉璐为领导的民进中央，向中共中央提交了“关于促进民族地区九年义务教育发展”、“推进民族地区双语教学”等四份建议。这些建议后来得到了中共中央总书记胡锦涛的批示。2007年9月，《〈江澤民文選〉成語典故》出版，收錄有百多個成語，許嘉璐為這本書作序。
2007年、2008年，許嘉璐分别卸任了民进中央主席和全国人大常委会副委员长的职务。

## 社会兼职
曾任中国国务院古籍整理出版规划小组成员，国家“八五”哲学社会科学规划语言学评审组组长，中国训诂学研究会会长等职。

## 学术活动
許嘉璐主要从事古代汉语、训诂学、音韵学、《说文》学、古代文化学、应用语言学等方面的教学和研究工作。
2009年3月，許嘉璐以世界汉语教学学会会长、叶圣陶研究会名誉会长的身份率团访问台湾，并出席了“第三届海峡两岸客家高峰论坛”。因为卸任全国人大常委会副委员长的职务刚一年，有媒体评论，許的访问是两岸交流以来，“大陆赴台退休层级最高的国家领导人”。

## 爭議
許嘉璐曾于1996年在香港大學演說时，主張消滅中國的方言，並認為「方言是封建社會的產物」。他也曾论证普通話教育就是愛國教育。此外，許嘉璐还被指包庇學術造假，容許多位從政府往學術界「退休」的前任高官，透過各種非法途徑剽竊其他人的學術論文、違反學術誠信。

### 被指有意吹捧江澤民
在許嘉璐於2007年8月13日為《〈江澤民文選〉成語典故》所作的序中，許稱「既然歷史上傳承下來的成語不產生於一時，那麼也應該允許、鼓勵現代的人們創造出新的成語，經過約定俗成（社會認可），進入成語的寶庫。例如，『與時俱進』就是江澤民同志首先使用的。就我的見聞，只有清代龔自珍說過『與日俱進』，『與時俱進』是根據我們時代的特點，中國特色社會主義事業的必然要求和中國共產黨奮鬥不止的品格而創造的」。
然而，中國近代革命家、政治家、教育家蔡元培早已在其於1910年首次出版的著作《中國倫理學史》中使用了「與時俱進」一詞，實際上並非江澤民首創。
對於許嘉璐身為「當代著名漢語言學家」，卻犯下如此錯誤，人們不無譏諷，並認為許氏此《序》是對前中共中央總書記江澤民的有意吹捧。如詩人、作家、文學家王渝便認為許氏「序言中對江澤民語言造詣的溢美之詞並不可取，有意吹捧政治領袖對於一個學者來說是失格之舉」，並批評其「明明已經是個大家了，自己有自己的成就，怎麼要把江澤民捧成這個樣子？說他是語言的典範？中國要找語言的典範有那麼多好的文史作品在那裡，你盡可以去選，這個明擺著是一個吹捧的做法。對他作為學者來說是非常失格的一件事情。作序也是不能亂作的」。
政評家、旅美作家高新亦批評許嘉璐「不顧史實和事實地吹捧江」，並引述一位不具名的北京師範大學中文系教授的話「都知道許先生越來越無恥，但還是不敢相信競爭無恥到為向黨獻媚編造如此低劣謊言的地步」。

## 著作
- 《未輟集》
- 《曲艺创作浅谈》
- 《語言文字學及其應用研究》
- 《古代文体常识》
- 《中国古代衣食住行》
- 《古语趣谈》
- 《未成集——论新时期语言文字工作》

## 外部連結
- 許嘉璐：“一國兩制”在香港得到成功貫徹（页面存档备份，存于）

| 前任： 雷潔瓊 | 中國民主促進會中央委员会主席 1997年－2007年12月 | 繼任： 严隽琪 |